# Classificació de la Copa del Món de futbol 2018-CONMEBOL
La fase de Classificació de la Copa del Món de futbol 2018 de la zona sud americana fou organitzada i supervisada per l'CONMEBOL.
Aquesta zona es disputa en un grup de classificació únic amb els 9 membres en partits tots contra tots. Els quatre primers es classificaran automàticament. El cinquè es classificarà pel play-off contra el campió oceànic però no per la Copa del Món. Classificació de la Copa del Món de futbol 2022-CONMEBOL

## Grup únic
| Equip     | Pts | PJ | PG | PE | PP | GF | GC | Dif |
| --------- | --- | -- | -- | -- | -- | -- | -- | --- |
| Brasil    | 41  | 18 | 12 | 5  | 1  | 41 | 11 | +30 |
| Uruguai   | 31  | 18 | 9  | 4  | 5  | 32 | 20 | +12 |
| Argentina | 28  | 18 | 7  | 7  | 4  | 19 | 16 | +3  |
| Colòmbia  | 27  | 18 | 7  | 6  | 5  | 21 | 19 | +2  |
| Perú      | 26  | 18 | 7  | 5  | 6  | 27 | 26 | +1  |
| Xile      | 26  | 18 | 7  | 3  | 8  | 26 | 27 | -1  |
| Paraguai  | 24  | 18 | 7  | 3  | 8  | 19 | 25 | -6  |
| Equador   | 20  | 18 | 6  | 2  | 10 | 26 | 29 | -3  |
| Bolívia   | 14  | 18 | 4  | 2  | 12 | 16 | 38 | -22 |
| Veneçuela | 12  | 18 | 2  | 6  | 10 | 19 | 35 | -16 |

## Repesca amb la OFC
| Partit | Equip 1      | Resultat global | Equip 2 | Resultat anada | Resultat tornada |
| ------ | ------------ | --------------- | ------- | -------------- | ---------------- |
| R      | Nova Zelanda | 0-2             | Perú    | 0-0            | 0-2              |

## Equips classificats
| Equip     | Data de la qualificació | Aparicions anteriors |
| --------- | ----------------------- | --- |
| Brasil    | 28 març 2017            | 20 (1930, 1934, 1938, 1950, 1954, 1958, 1962, 1966, 1970, 1974, 1978, 1982, 1986, 1990, 1994, 1998, 2002, 2006, 2010, 2014) |
| Uruguai   | 10 octubre 2017         | 12 (1930, 1950, 1954, 1962, 1966, 1970, 1974, 1986, 1990, 2002, 2010, 2014)                                                 |
| Argentina | 10 octubre 2017         | 16 (1930, 1934, 1958, 1962, 1966, 1974, 1978, 1982, 1986, 1990, 1994, 1998, 2002, 2006, 2010, 2014)                         |
| Colòmbia  | 10 octubre 2017         | 5 (1962, 1990, 1994, 1998, 2014)                                                                                            |
| Perú      | 15 novembre 2017        | 4 (1930, 1970, 1978, 1982)                                                                                                  |

¹ En negreta campió en aquella edició.
² En cursiva organitzador en aquella edició